# Lovebird
Lovebird – drugi singel brytyjskiej piosenkarki Leony Lewis z jej trzeciego albumu studyjnego Glassheart. Wydany został 16 listopada 2012 roku w Norwegii, a w Wielkiej Brytanii 9 grudnia. Twórcami tekstu są 	Bonnie McKee, Joshua Coleman i Lukasz Gottwald, a producentami Josh Abrahams, Ammo i Oligee.

## Informacje o singlu
Singel ukazał się 16 listopada 2012 roku. Utwór był notowany jedynie na południowokoreańskiej liście przebojów Gaon Chart, docierając do 22 miejsca z 4310 kopiami sprzedaży. W Wielkiej Brytanii utwór, mimo iż został uznany za całkiem dobry, nie był notowany na liście przebojów, po raz pierwszy w karierze Lewis. Do porażki singla przyczynił się głównie brak jakichkolwiek działań marketingowych.

## Teledysk
Teledysk miał swoją premierę 4 grudnia na Muzu.TV. Klip przedstawia wokalistkę śpiewającą w wielkiej klatce dla ptaków, znajdującą się w ciemnym pomieszczeniu. W kolejnych scenach widzimy piosenkarkę ubraną w różową, drapowaną suknię, a pod koniec teledysku Lewis znajduje klucz do klatki i uwalnia się z niej.

## Format wydania
Digital download
1. "Lovebird" – 3:30

## Pozycje na listach
| Lista                         | Najwyższa pozycja |
| ----------------------------- | ----------------- |
| Korea Południowa (Gaon Chart) | 22                |